# Мусаши Сузуки
Мусаши Сузуки (јап. 鈴木 武蔵; 11. фебруар 1994) јапански је фудбалер.

## Каријера
Током каријере играо је за Албирекс Нигата, Мито ХолиХок, Мацумото Јамага, V-Varen Nagasaki и Хокаидо Консадоле Сапоро.

## Репрезентација
Са репрезентацијом Јапана наступао је на олимпијским играма 2016.